# مولن (شليسفيغ هولشتاين)
مولن (اشلسويغ هل‌اشتاين) (بالألمانية: Mölln, Schleswig-Holstein) هي بلدة ألمانية تقع في ألمانيا في شليسفيغ هولشتاين. يقدر عدد سكانها بـ 18,742 نسمة .

## المدن التوأمة
مدن جولنيوف ‏، Hagenow وGmina Maszewo, West Pomeranian Voivodeship هي مدن توأمة لـمولن (اشلسويغ هل‌اشتاين).

## أعلام
- ويلهلم مارشال
- كارل كليمنس بوكير
- إرنست أنديرس
- توماس أهرينس
- أكسل ماير